# Самі Айттокалліо
Самі Айттокалліо (фін. Sami Aittokallio; 6 серпня 1992, м. Тампере, Фінляндія) — фінський хокеїст, воротар. Виступає за «Кярпят» у Лійзі.
Вихованець хокейної школи «Ільвес» (Тампере). Виступав за «Ільвес» (Тампере), ЛеКі (Лемпяаля), Колорадо Аваланш, Ваасан Спорт.
В чемпіонатах Фінляндії — 25 матчів, у плей-оф — 2 матчі.
У складі молодіжної збірної Фінляндії учасник чемпіонатів світу 2011 і 2012. У складі юніорської збірної Фінляндії учасник чемпіонату світу 2010.
Досягнення
- Бронзовий призер юніорського чемпіонату світу (2010).